# Ауалі-Хутуб
Ауа́лі-Хуту́б — дрібний скелястий острів в Червоному морі в архіпелазі Дахлак, належить Еритреї, адміністративно відноситься до району Дахлак регіону Семіен-Кей-Бахрі.

## Географія
Розташований за 12 км на північний схід від острова Ауалі-Шеура та за 23 км на північний захід від острова Ісра-Ту. Має овальну видовжену з північного сходу на південний захід форму. Довжина 385 м, ширина до 220 м. Острів облямований кораловими рифами.